# Arijan Ademi
Arijan Ademi (Šibenik, 29. svibnja 1991.) hrvatsko-sjevernomakedonski je nogometaš albanskog podrijetla koji trenutačno igra za Újpest. Igra na poziciji veznog igrača.

## Klupska karijera
Počeo je u mlađim uzrastima Šibenika, a 2007. godine je zaigrao za seniorski sastav. Nakon Šibenika, s kojim je igrao u završnici hrvatskog nogometnog kupa 2010. godine i gdje je bio standardni prvotimac te najmlađi kapetan kluba u povijesti, Arijan Ademi je 28. svibnja 2010. prešao u Dinamo Zagreb.
U siječnju 2012. godine odlazi na posudbu u Lokomotivu Zagreb, ali je u lipnju 2012. godine vraćen u Dinamo.
Dana 22. studenoga 2015. godine, Ademi dobio je četiri godine suspenzije zbog dopinga nakon što je objavljeno da je pao na doping testu nakon utakmice Lige prvaka gdje je Dinamo s 2:1 pobijedio londonski Arsenal, 16. rujna 2015. godine. Trener Dinama Zoran Mamić izjavio je da će se klub žaliti. Nakon što je UEFA odbila žalbu Dinamo se žalio Međunarodnom športskom sudu u Lausanni koji mu je 24. ožujka 2017. godine prepolovio kaznu na 2 godine. Svoju prvu utakmicu nakon isteka suspenzije odigrao je 14. listopada 2017. godine na Maksimiru protiv Osijeka (1:1) nakon što je u 53. minuti zamijenio Domagoja Antolića. Dana 18. travnja 2021. Ademi je u pobijedi 1:0 protiv Istre 1961 na Maksimiru upisao svoj 300. službeni nastup za zagrebački Dinamo.

## Reprezentativna karijera
Igrao je za hrvatske nogometne reprezentacije do 18, do 19, do 20 i do 21 godine. Bio je član i hrvatske A reprezentacije odigravši 3 utakmice. Nakon što nije bio pozvan na SP 2014. godine u Brazilu, Ademi je odlučio, 2014. godine, igrati za Sjevernu Makedoniju.

## Statistika

### Klupska
ažurirano: 1. studenoga 2020.
- Nas. = nastupi; Gol. = golovi

| Klub                 | Sezona            | Liga              | Liga | Liga | Kup  | Kup  | Europa | Europa | Ostalo | Ostalo | Ukupno | Ukupno |
| Klub                 | Sezona            | Divizija          | Nas. | Gol. | Nas. | Gol. | Nas.   | Gol.   | Nas.   | Gol.   | Nas.   | Gol.   |
| -------------------- | ----------------- | ----------------- | ---- | ---- | ---- | ---- | ------ | ------ | ------ | ------ | ------ | ------ |
| Šibenik              | 2007./08.         | 1. HNL            | 1    | 0    | –    | –    | –      | –      | –      | –      | 1      | 0      |
| Šibenik              | 2008./09.         | 1. HNL            | 28   | 0    | 1    | 0    | –      | –      | –      | –      | 29     | 0      |
| Šibenik              | 2009./10.         | 1. HNL            | 27   | 2    | 7    | 0    | –      | –      | –      | –      | 34     | 2      |
| Šibenik              | Ukupno            | Ukupno            | 56   | 2    | 8    | 0    | 0      | 0      | 0      | 0      | 64     | 2      |
| Lokomotiva (posudba) | 2011./12.         | 1. HNL            | 3    | 0    | –    | –    | –      | –      | –      | –      | 3      | 0      |
| Dinamo Zagreb        | 2010./11.         | 1. HNL            | 21   | 0    | 7    | 0    | 8      | 0      | –      | –      | 36     | 0      |
| Dinamo Zagreb        | 2011./12.         | 1. HNL            | 5    | 0    | 1    | 1    | 2      | 0      | –      | –      | 8      | 1      |
| Dinamo Zagreb        | 2012./13.         | 1. HNL            | 24   | 3    | 2    | 0    | 8      | 0      | –      | –      | 34     | 3      |
| Dinamo Zagreb        | 2013./14.         | 1. HNL            | 24   | 1    | 7    | 2    | 11     | 1      | 1      | 0      | 43     | 4      |
| Dinamo Zagreb        | 2014./15.         | 1. HNL            | 26   | 3    | 4    | 0    | 11     | 1      | 1      | 0      | 42     | 4      |
| Dinamo Zagreb        | 2015./16.         | 1. HNL            | 8    | 0    | –    | –    | 5      | 1      | –      | –      | 13     | 1      |
| Dinamo Zagreb        | 2016./17.         | 1. HNL            | –    | –    | –    | –    | –      | –      | –      | –      | –      | –      |
| Dinamo Zagreb        | 2017./18.         | 1. HNL            | 22   | 2    | 3    | 1    | –      | –      | –      | –      | 25     | 3      |
| Dinamo Zagreb        | 2018./19.         | 1. HNL            | 15   | 2    | 4    | 0    | 12     | 2      | –      | –      | 31     | 4      |
| Dinamo Zagreb        | 2019./20.         | 1. HNL            | 19   | 3    | 1    | 0    | 12     | 2      | 1      | 0      | 33     | 5      |
| Dinamo Zagreb        | 2020./21.         | 1. HNL            | 7    | 1    | 0    | 0    | 5      | 2      | 0      | 0      | 12     | 3      |
| Dinamo Zagreb        | Ukupno            | Ukupno            | 171  | 15   | 29   | 4    | 74     | 9      | 3      | 0      | 277    | 28     |
| Ukupno u karijeri    | Ukupno u karijeri | Ukupno u karijeri | 230  | 17   | 37   | 4    | 74     | 9      | 3      | 0      | 344    | 30     |

### Reprezentativna
ažurirano: 8. listopada 2020.
| Reprezentacija      | Godina | Odigrane utakmice | Golovi |
| ------------------- | ------ | ----------------- | ------ |
| Hrvatska            | 2013.  | 3                 | 0      |
| Ukupno              | Ukupno | 2                 | 0      |
| Sjeverna Makedonija | 2014.  | 3                 | 0      |
| Sjeverna Makedonija | 2015.  | 1                 | 1      |
| Sjeverna Makedonija | 2016.  | 0                 | 0      |
| Sjeverna Makedonija | 2017.  | 1                 | 1      |
| Sjeverna Makedonija | 2018.  | 4                 | 0      |
| Sjeverna Makedonija | 2019.  | 5                 | 1      |
| Sjeverna Makedonija | 2020.  | 3                 | 0      |
| Ukupno              | Ukupno | 17                | 3      |

## Priznanja

### Individualna
- Član momčadi natjecanje Europskog prvenstva u nogometu do 19 godina 2010.
- Trofej Nogometaš – Momčad godine 1. HNL: 2014./15., 2017./18., 2019./20., 2020./21., 2021./22.
- 2020.: Najbolji igrač 1. HNL, prema izboru kapetana klubova 1. HNL.[6]

### Klupska
Dinamo Zagreb
- 1. HNL/HNL (13): 2010./11., 2011./12., 2012./13., 2013./14., 2014./15., 2015./16., 2017./18., 2018./19., 2019./20., 2020./21., 2021./22., 2022./23., 2023./24.
- Hrvatski nogometni kup (7): 2010./11., 2011./12., 2014./15., 2015./16., 2017./18., 2020./21., 2023./24.
- Hrvatski nogometni superkup (4): 2010., 2013., 2019., 2022.

## Vanjske poveznice
- Profil, Transfermarkt (engl.)
- Profil, Soccerway (engl.)
- Arijan Ademi na sportnet.rtl.hr  Arhivirana inačica izvorne stranice od 21. lipnja 2020. (Wayback Machine)
- Arijan Ademi na hrnogomet.com
- Profil, Hrvatski nogometni savez
- Arijan Ademi na službenoj stranici Dinama